# Sant Joan Fumat
Sant Joan Fumat – miejscowość w Hiszpanii, w Katalonii, w prowincji Lleida, w comarce Alt Urgell, w gminie Les Valls de Valira.
Według danych INE w 2020 roku liczyła 29 mieszkańców – 15 mężczyzn i 14 kobiet. 